# رودولف ایسمایر
رودولف ایسمایر (آلمانی: Rudolf Ismayr؛ ۱۴ اکتبر ۱۹۰۸ – ۹ مه ۱۹۹۸) وزنه‌بردار اهل آلمان بود.
وی در مسابقات کشوری و بین‌المللی در مجموع برندهٔ ۱ مدال طلا، ۲ مدال نقره شده‌است.